# 7704 Dellen
7704 Dellen è un asteroide della fascia principale. Scoperto nel 1992, presenta un'orbita caratterizzata da un semiasse maggiore pari a 2,6547971 UA e da un'eccentricità di 0,0606667, inclinata di 6,70819° rispetto all'eclittica.